# 2,4-己二烯醛
2,4-己二烯醛（英語：2,4-hexadienal）是一种有机化合物，化学式C6H8O，可见于紫花苜蓿、黄瓜等物种。